# Any Day Now (film, 2020)
Pour les articles homonymes, voir Any Day Now.
Pour plus de détails, voir Fiche technique et Distribution.
Any Day Now (Ensilumi) est un film finlandais réalisé par Hamy Ramezan, sorti en 2020.

## Synopsis
Une famille de réfugiés iraniens arrivent en Finlande et espère obtenir l'asile.

## Fiche technique
- Titre : Any Day Now
- Titre original : Ensilumi
- Réalisation : Hamy Ramezan
- Scénario : Hamy Ramezan et Antti Rautava
- Musique : Tuomas Nikkinen
- Photographie : Arsen Sarkisiants
- Montage : Joona Louhivuori
- Production : Emilia Haukka et Jussi Rantamäki
- Société de production : Elokuvayhtiö Oy Aamu
- Société de distribution : Urban Distribution (France)
- Pays :  Finlande
- Genre : Drame
- Durée : 82 minutes
- Dates de sortie : 
  -  Finlande : 16 octobre 2020
  -  France : 8 décembre 2021

## Distribution
- Aran-Sina Keshvari : Ramin Mehdipouri
- Shahab Hosseini : Bahman Mehdipouri
- Shabnam Ghorbani : Mahtab Mehdipouri
- Kimiya Eskandari : Donya Mehdipouri
- Vilho Rönkkönen : Jirka « Jigi » Virtasalmi
- Laura Birn : Annika
- Kristiina Halkola : Helena
- Eero Melasniemi : Onni
- Muhammed Cangören : Fazel
- Lumi Barrois : Marianna
- Niilo Airas : Aleksi
- Daniel Safi : Ahmed
- Anniina Mäkelä : Sari
- Tinka Kyrönseppä : Elina

## Distinctions
Le film a été nommé pour six Jussis et a reçu celui du meilleur acteur pour Shahab Hosseini ainsi que le Nordisk Film Award	.